# Скрайне
Скрайне (пол. Skrajne) — село в Польщі, у гміні Дружбиці Белхатовського повіту Лодзинського воєводства.
Населення — 52 особи (2011).
У 1975-1998 роках село належало до Пйотрковського воєводства.

## Демографія
Демографічна структура станом на 31 березня 2011 року:
|          | Загалом | Допрацездатний вік | Працездатний вік | Постпрацездатний вік |
| -------- | ------- | ------------------ | ---------------- | -------------------- |
| Чоловіки | 31      | 10                 | 15               | 6                    |
| Жінки    | 21      | 2                  | 11               | 8                    |
| Разом    | 52      | 12                 | 26               | 14                   |